# Hamilcoa
Hamilcoa é um género botânico pertencente à família Euphorbiaceae.

## Espécie
Hamilcoa zenkeri 

## Nome e referências
Hamilcoa Prain